# Scuola all'aperto Attilio Mereu
La Scuola all'aperto Attilio Mereu è un edificio razionalista, progettato dall'architetto Ubaldo Badas nel 1933. È situata sopra al Bastione San Carlo, a Cagliari.

## Storia
La scuola, aperta nel 1935, era nata come una scuola all'avanguardia: infatti rientrava nel progetto fascista di scuole all'aperto destinate a bambini gracili, per i quali vi erano grandi campi sportivi, o ammalati di malattie polmonari come la tubercolosi.
All'interno del grande parco vi sono anche alberi di gelso che, particolarmente durante l'autarchia, permettevano agli stessi alunni la lavorazione della seta.
Cambiando varie destinazioni d'uso, ma sempre nel campo scolastico, nel 1999 chiude i battenti, e attende ancora oggi una migliore fruizione (i locali sono stati occupati da abusivi).

## Descrizione
La scuola all'aperto è situata sopra il bastione di San Carlo all'interno di un grande parco, e si articola su un solo piano con un corpo centrale a semicerchio, che costituisce l'ingresso principale, due corpi laterali, che erano due grandi aule da cinquanta alunni ciascuna (una per maschi e una per femmine), più un'appendice verso sud dove c'è il refettorio.
Alcune modifiche sono state apportate nel dopoguerra, costruendo tre nuovi spazi e dividendo con tramezzi le due aule più antiche.
Interessante è il portale d'ingresso che si trova nell'attuale via Badas, realizzata con l'uso alternato di calcare bianco e vulcanite rossa.